# Cattedrale della Dormizione (Smolensk)
La Cattedrale della Dormizione della Santissima Madre di Dio (in russo Собор Успения Пресвятой Богородицы?, Sobor Uspenija Presvjatoj Bogorodicy, più in breve Cattedrale della Dormizione (in russo Успенский собор?, Uspenskij sobor), è la principale chiesa ortodossa di Smolensk, cattedrale dell'eparchia di Smolensk. È dedicata alla festa della Dormizione di Maria. Fino al 1941 ospitava l'icona miracolosa della Madonna di Smolensk, andata dispersa durante l'occupazione tedesca.

## Storia

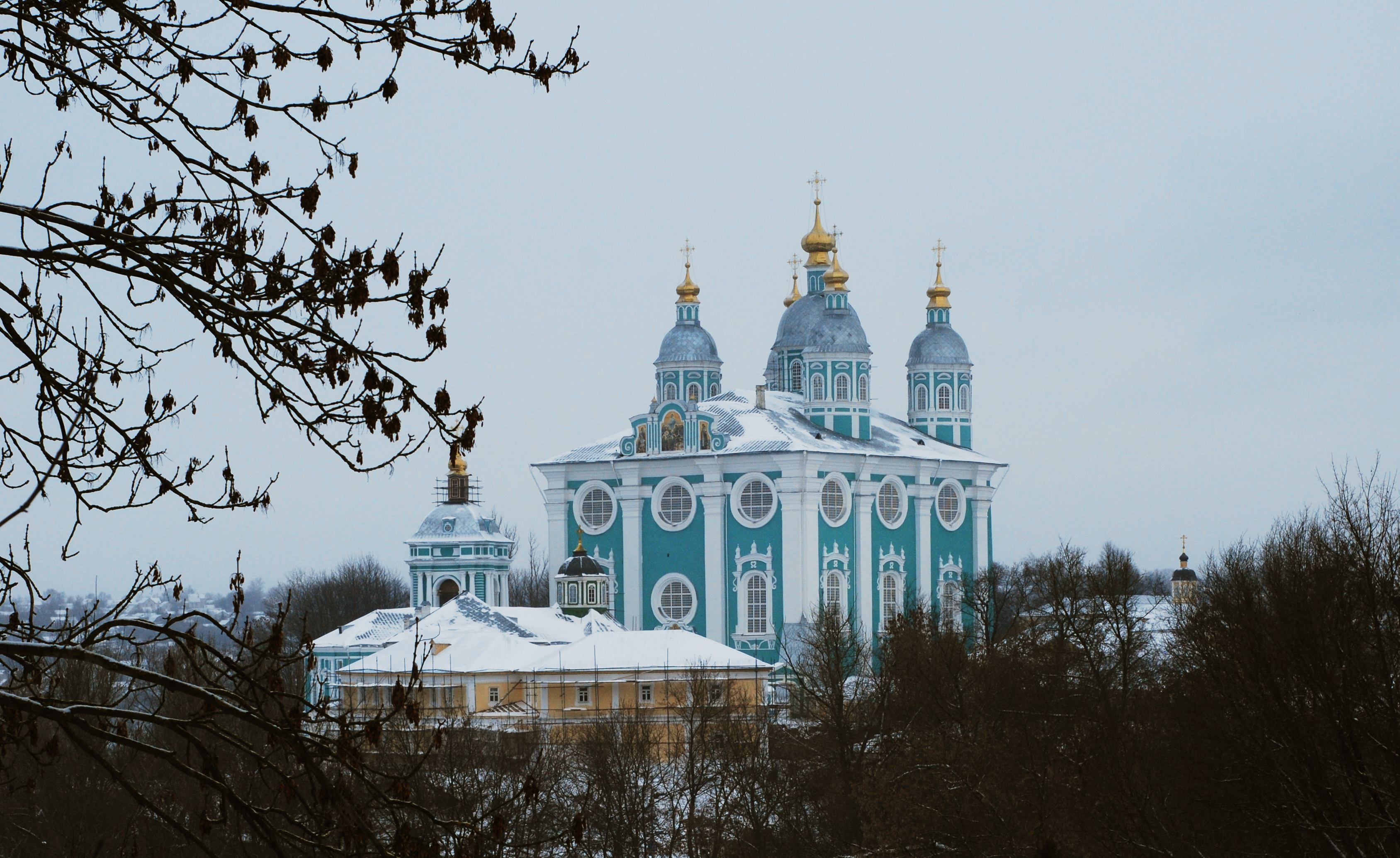
La cattedrale in inverno

La prima cattedrale sorta in questo luogo fu quella costruita in mattoni da Vladimiro II Monomaco nel 1101. Questa grande chiesa a sei pilastri sul modello di quella di Vladimir fu consacrata nel 1150 sotto il regno di Rostislav I. Sopravvisse a numerosi assedi della città, fra cui quello del 1609-1611, ad opera dei polacchi durante la Guerra polacco-moscovita.
Fu parzialmente danneggiata da un incendio il 3 giugno 1611, quando i difensori della città vi si rinchiusero, rifiutando di arrendersi ai polacchi. I difensori diedero fuoco alla polvere da sparo nel deposito di munizioni nel tempio, pur di non essere catturati dagli occupanti polacchi. L'esplosione causò la rovina della cattedrale e la morte degli stessi difensori. Il vescovo Lev Revuc'kyj Krevza fu nominato arcieparca di Smolensk nel 1625 e supplicò di voler risparmiare la cattedrale che aveva più di 500 anni di storia. I polacchi la convertirono al culto cattolico di rito bizantino, violando le condizioni del 1611 con cui la città si era arresa alla Confederazione polacco-lituana. Il principe Sapieha accolse questa richiesta.
Il culto ortodosso fu ristabilito nel 1654, quando Smolensk fu ripresa dai russi e ne fu cacciato l'arcieparca cattolico Andrij Kvasnyns'kyj; il dominio russo sarà sancito dal trattato di Andrusovo del 1667. Il principe Repnin fu allora incaricato di ispezionare la cattedrale e di stilare un elenco delle riparazioni urgenti che erano necessarie. I lavori iniziarono nel 1673, ma la cattedrale era troppo danneggiata per procedere con la riparazione e fu necessario demolirla nel marzo del 1674.
Al suo posto fu eretto un nuovo edificio, costruito per commemorare i difensori della città di Smolensk nell'assedio del 1611. I lavori per la nuova cattedrale si iniziarono nel 1677 con l'architetto Aleksej Korol'kov. La costruzione continuò negli anni dal 1732 al 1740 con l'architetto A. I. Šendel. Dopo un crollo della parte centrale e dell'ala occidentale nel 1761, fu terminata nel 1772 dall'architetto P. Obuchov in stile barocco russo. La cattedrale presenta una grande cupola e quattro cupole minori, ben visibile da lontano, perché l'edificio sorge su una collina. Notevole è l'iconostasi, opera di intagliatori ucraini (S. Trusic'kyj con aiuti di P. Durnic'kyj, F. Olic'kyj e S. Jakovlev), con i suoi rivestimenti d'oro, le icone e i cherubini scolpiti. Seconda una leggenda Napoleone Bonaparte, ammirato per la bellezza, proibì ai soldati di toccare la cattedrale sotto pena di morte, quando nel 1812 la Grande Armata conquistò la città. 
La cattedrale fu gravemente danneggiata durante l'occupazione tedesca, in cui l'icona miracolosa della Madonna di Smolensk scomparve per sempre.

## Galleria d'immagini

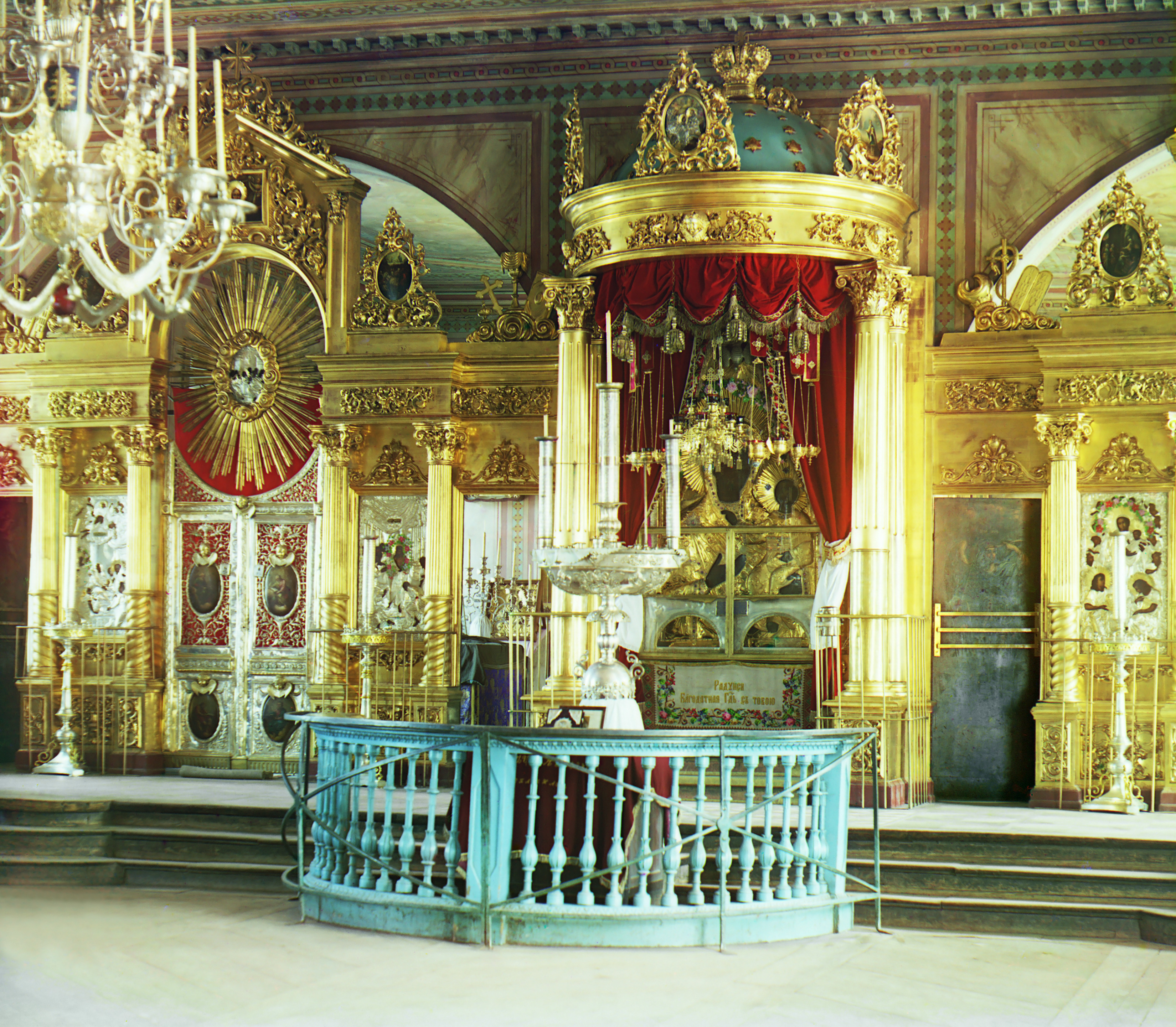
L'icona della Madonna di Smolensk nel 1912
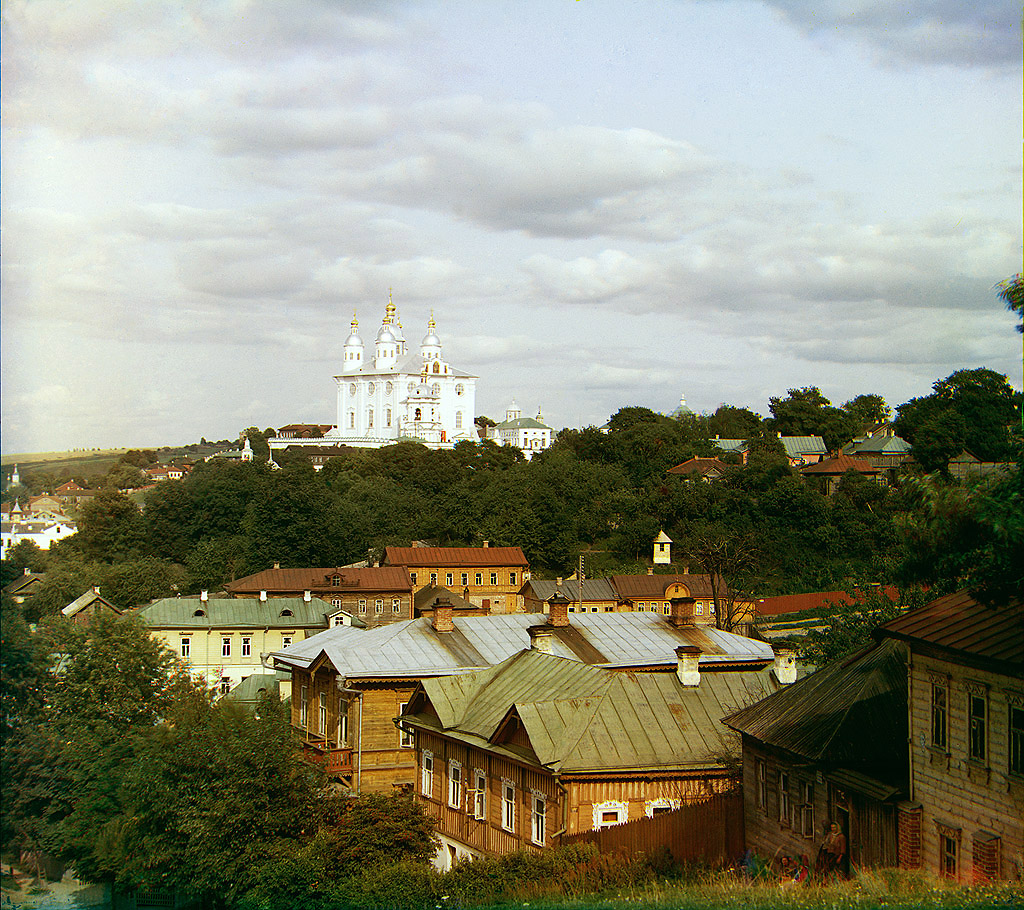
La cattedrale nel 1911
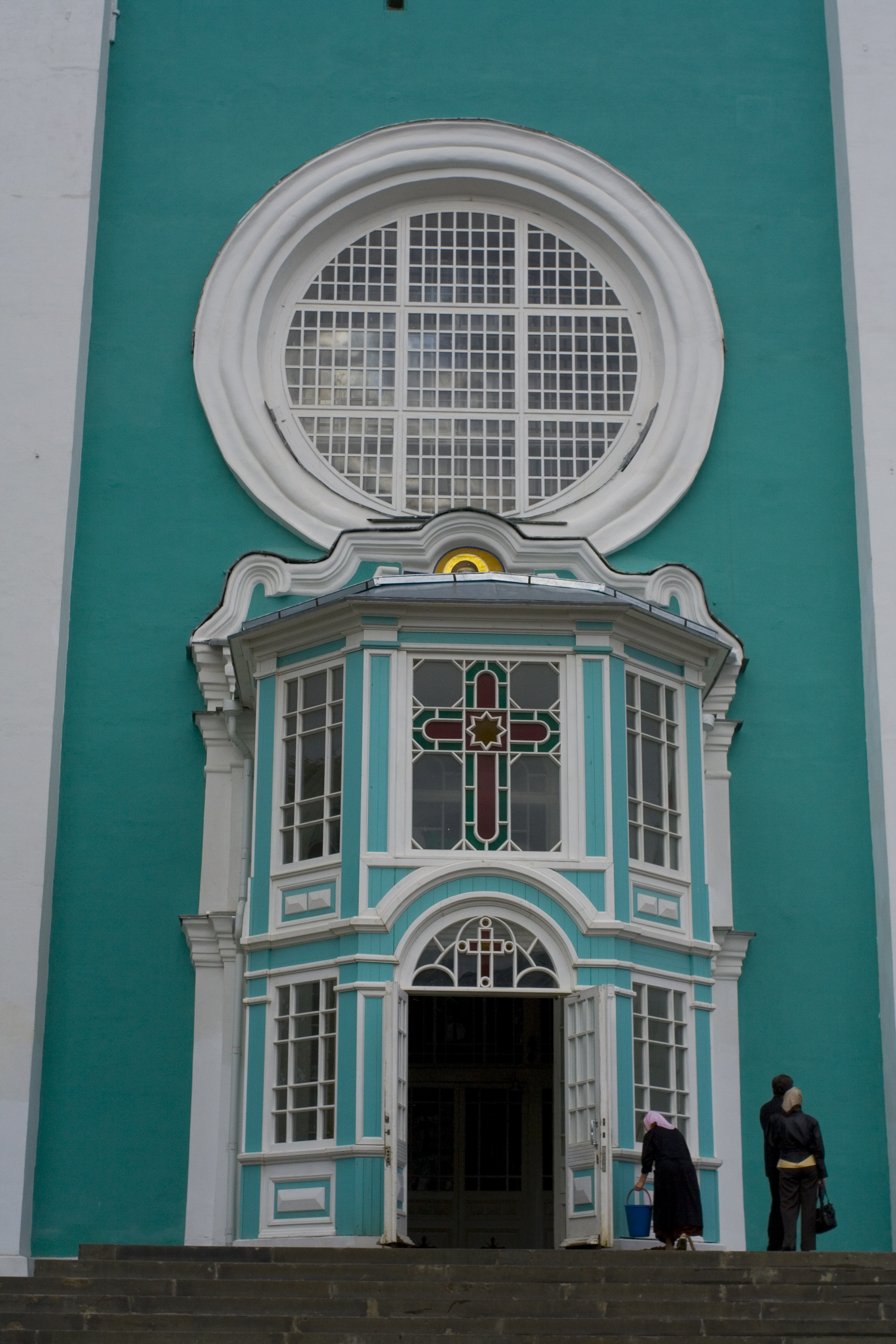
Ingresso della cattedrale
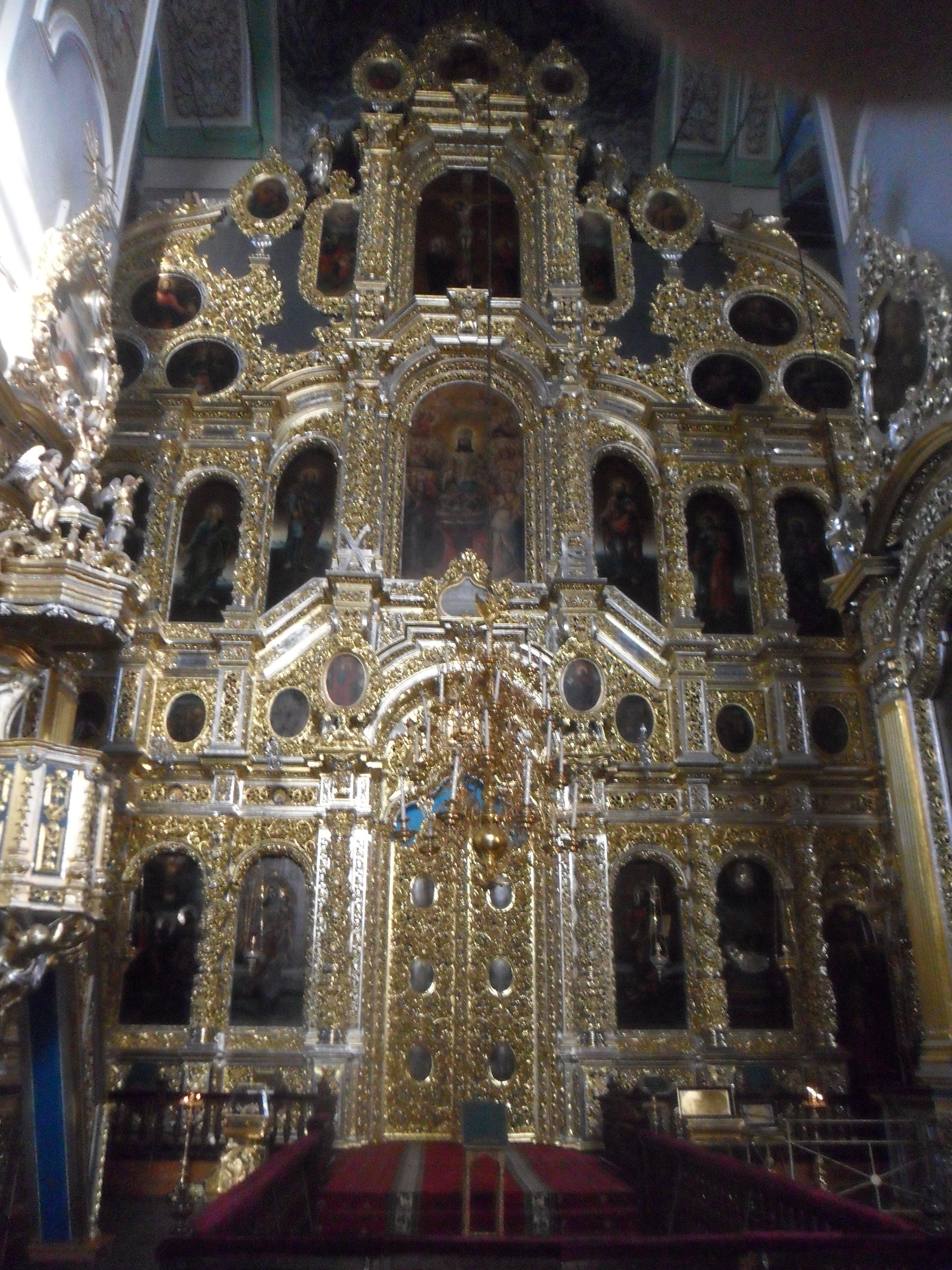
L'iconostasi
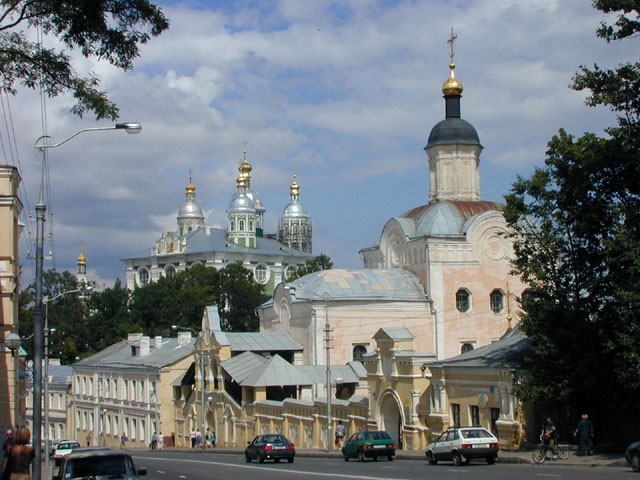
Le cupole della cattedrale viste dalla città
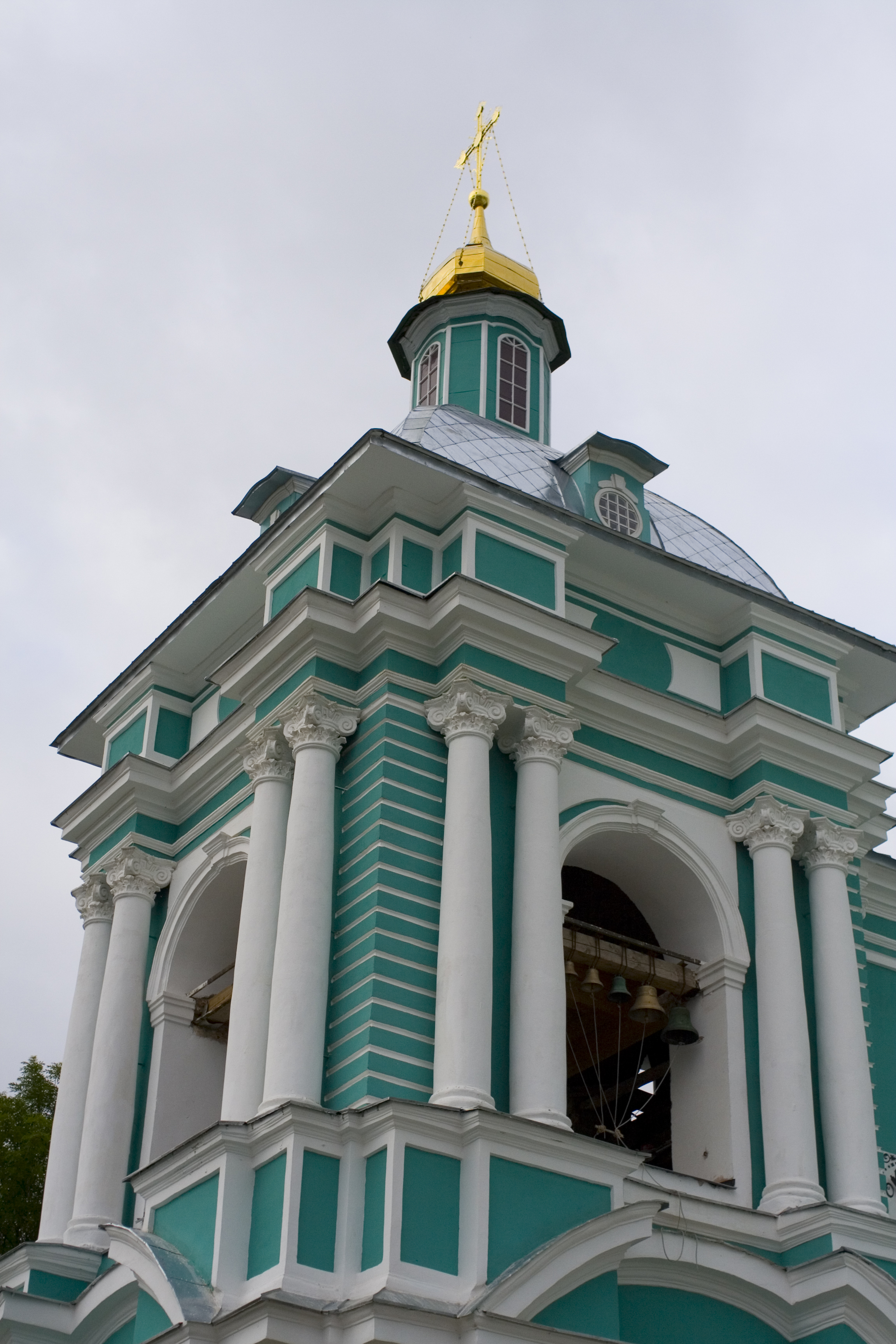
Il campanile
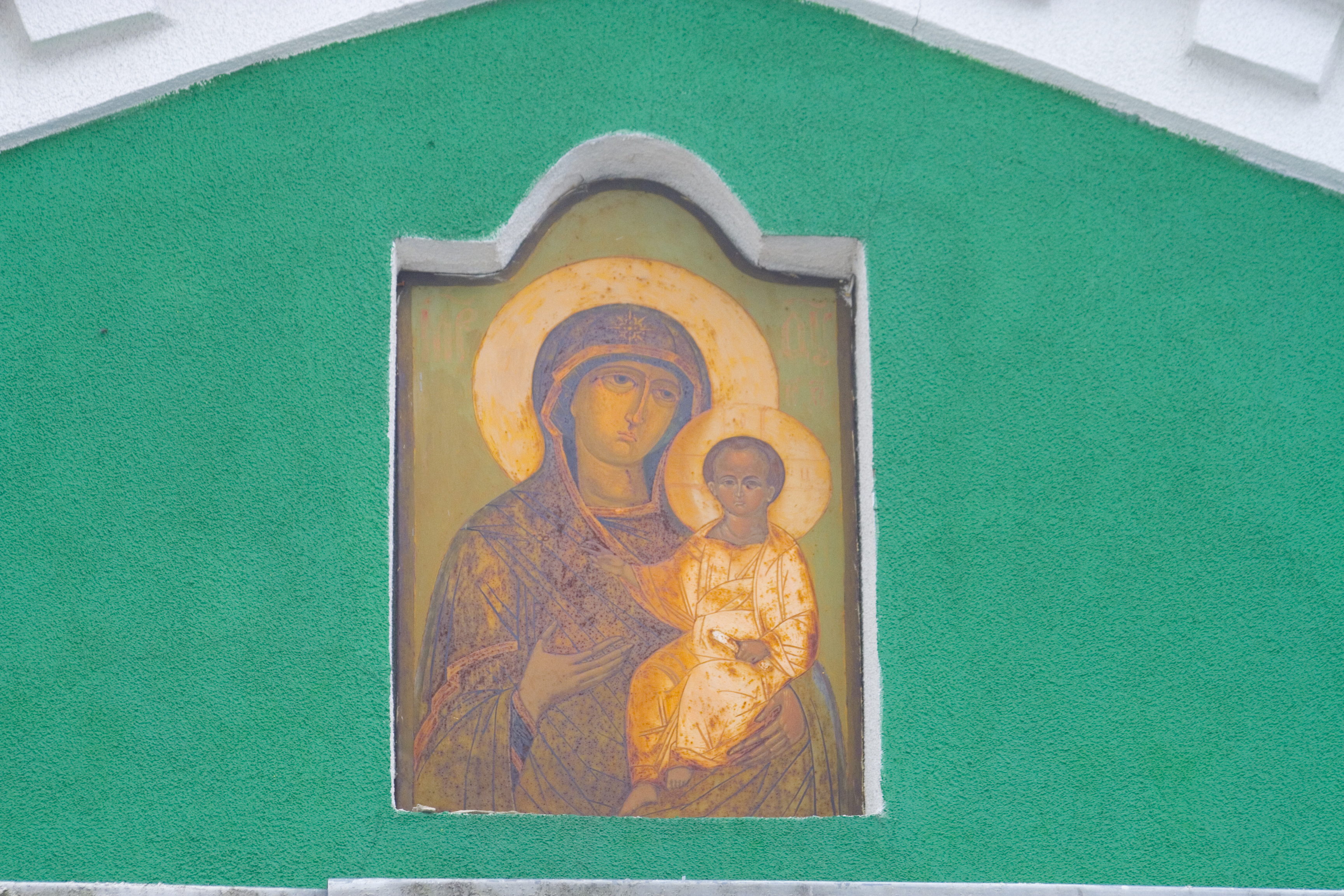
Affresco dell'icona della Madonna di Smolensk